# バレンシア州
バレンシア州（バレンシアしゅう、バレンシア語：Comunitat Valenciana 発音: [komuniˈtad valensiˈana]、スペイン語: Comunidad Valenciana 発音: [komuniˈðað βalenˈθjana]）は、スペイン東部にある自治州。バレンシア県・アリカンテ県・カステリョン県の3県からなる。州都はバレンシア。北はアラゴン州とカタルーニャ州、西はカスティーリャ＝ラ・マンチャ州、南はムルシア州に接し、東は地中海に面する。

## 歴史

### 古代

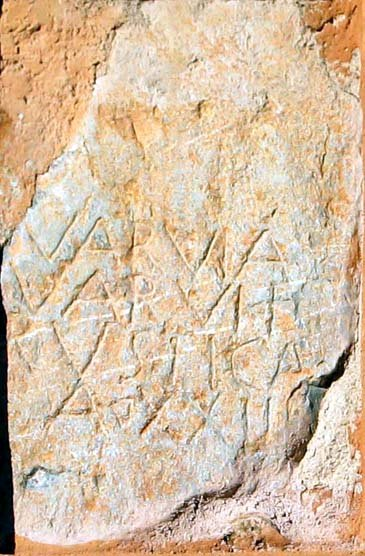
アスエバルにあるローマ時代の石碑

古代、現在のバレンシア州の領域には、イベリア人の異なる部族が定住していた。南部のコンテスタニ人、中央のエデタノス人、北のイレルカボネス人である。イベリア人は、フェニキア人、古代ギリシャ人、カルタゴ人と海上貿易を通じて関係があった。
紀元前202年の第二次ポエニ戦争によるローマ勝利後、バレンシア沿岸部全体がローマに服従した。7世紀ものローマ支配の間、イベリア人は政治的・経済的・社会的組織に徐々に吸収されていき、言語もラテン語を取り込んでいった。スペインの他のイベリア人定住地にあったような固有の反乱は、この地域には存在しなかった。

### 中世

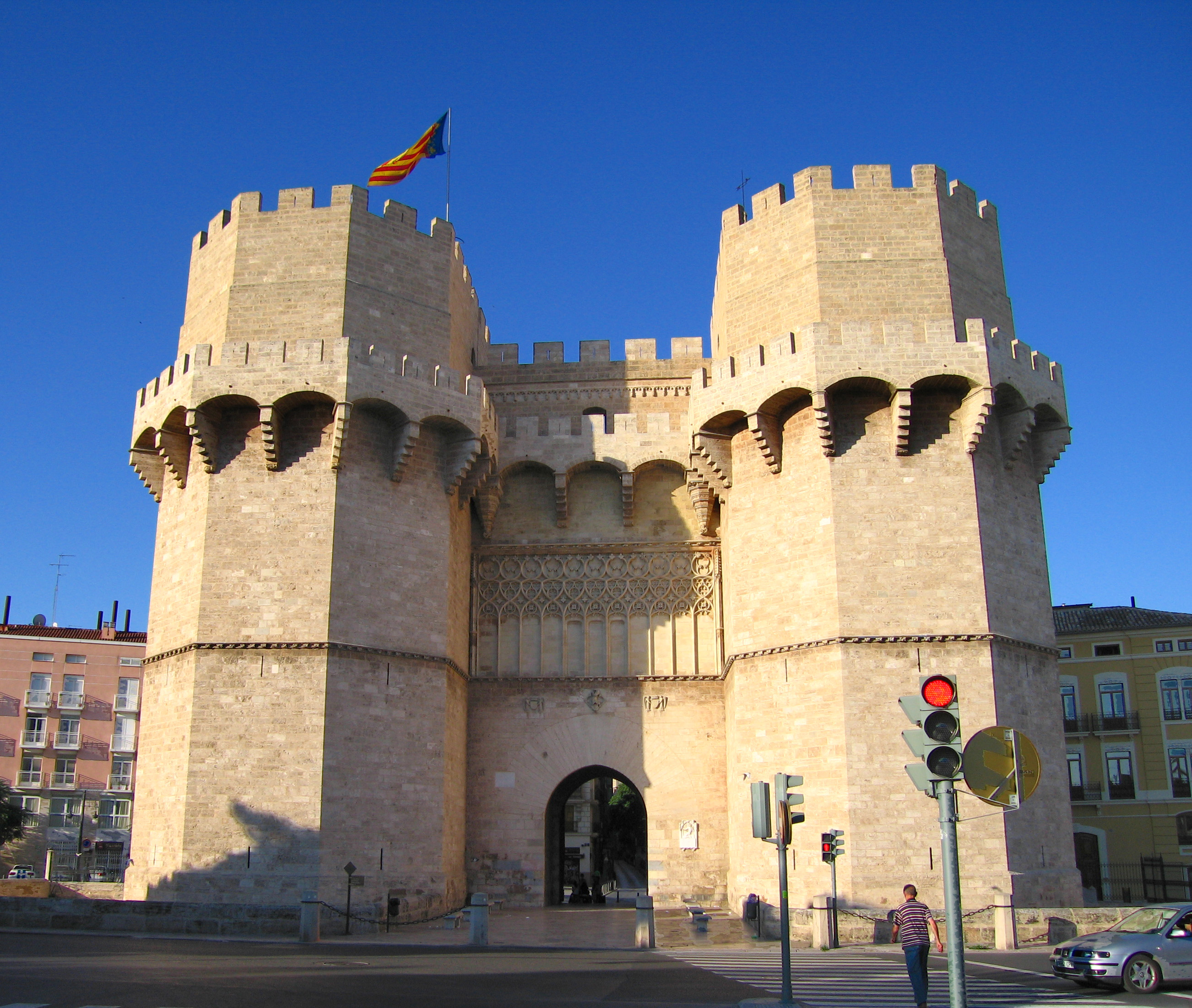
バレンシアにあるセランス塔

8世紀から13世紀まではイスラーム教徒がこの地を支配し、タイファ諸国のバランシヤ王国やデニア王国の領域だったが、11世紀までは中心都市の定まらない人口希薄地域にすぎなかった。イスラーム教徒らが灌漑システムを拡張し始めると、バレンシアが都市に成長した。
1232年から1245年にかけて、キリスト教勢力のアラゴン王ハイメ1世がバランシヤ王国やデニア王国を征服し（レコンキスタ）、アラゴン連合王国の構成国としてバレンシア王国を築いた。アラゴン王がバレンシア王を兼任したが、バレンシア王国には自治法や議会などの自治権が与えられた。イスラーム支配時代の名残として、レコンキスタ後にも残留したイスラーム教徒であるムデハルが人口の大多数を占めていたが、アラゴン連合王国への併合後には主としてカタルーニャ人とアラゴン人がバレンシアに入植した。
15世紀のアラゴン連合王国の地中海遠征がもとで、バレンシアは社会的・経済的に黄金の世紀を迎えた。1479年のアラゴン＝カスティーリャ同君連合成立によって、その繁栄は最高潮に達した。

### 近代
1518年、スペイン王カルロス1世が即位すると、ヘルマニア反乱、カスティーリャ人のバレンシア副王・官僚に対する農民反乱といった重要な社会的対立が起こった。一方、アメリカ大陸発見によって貿易の中心が大西洋にとってかわり、バレンシアの比重は減少した。また、バルバリア海賊の襲撃が継続してバレンシア沿岸を脅かした。1609年のモリスコ追放により、バレンシアは人口の1/3を失うという打撃を受けた。
18世紀はじめのスペイン継承戦争でバレンシアはオーストリア・ハプスブルク家のカール大公の側について戦った。ブルボン家のアンジュー公フィリップが勝利し、フェリペ5世として王位に就くと、彼は1707年に新国家基本法を布告し、バレンシアの全ての自治権を剥奪した。スペイン王国の一部としての行政組織に取り替えられてしまったのである。18世紀後半、バレンシアの経済成長と人口の伸びは顕著なものとなった。

### 現代
19世紀のバレンシアでは、ワイン用ブドウ、米、オレンジ、アーモンドの栽培が盛んとなり、農地が拡張された。アルコイやサグントといった例外を除いて、スペインの他地域のような工業化は不完全で遅れていた。
1833年11月、スペイン国土区分令によってスペイン国内は49の県に分割され、かつてのバレンシア王国はバレンシア県、アリカンテ県、カステリョン県に三分割された。
1873年から1874年の短期のスペイン第一共和政には、州を独立したカントンに移行することを目指すカントナリスモ運動がアルコイを中心として起こり、20世紀初頭にはバレンシアの政治的自治が要求されるようになった。1931年から1939年のスペイン第二共和政では、自治制定法の様々な提案が編成されたが、どれも投票によって結局承認されなかった。
スペイン1978年憲法では新たな地方行政区分として自治州の設置が認められた。1982年7月10日にはバレンシア自治州憲章が制定され、バレンシア県・アリカンテ県・カステリョン県の3県からなるバレンシア州が発足した。スペイン政府によって地域言語の権利が認められたため、バレンシア州は国家公用語であるスペイン語とともにバレンシア語を公用語とした。
1992年11月2日、バレンシア州政府は日本の三重県と姉妹（友好）提携を締結した。
2024年10月、バレンシア州で集中豪雨による大規模な洪水が発生。少なくとも223人が死亡した。同年11月3日、フェリペ6世国王夫妻が被災地に慰問に訪れたが、住民らは抗議と泥を投げつける行為で出迎えた。

## 地理

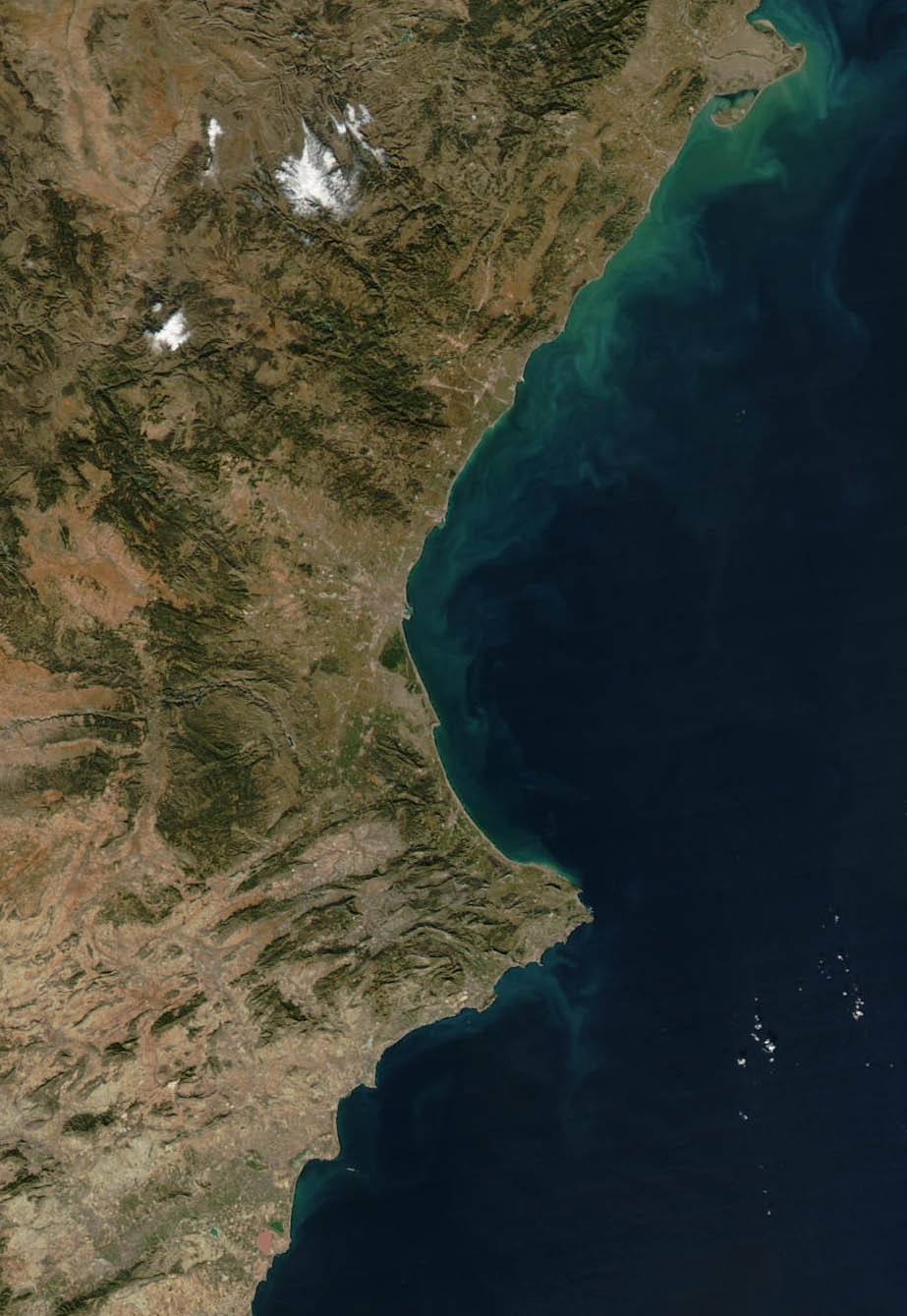
バレンシア州の地勢

### 地勢
バレンシア州の内陸部は山地である。カステリョン県の山地はイベリコ山系に属し、アリカンテ県の山地はベティコ山系の一部である。地中海にはコルンブレテス諸島やタバルカ島がある。
バレンシア州を代表する山はカステリョン県にあるペニャゴロサ山（標高1813m）である。かつてペニャゴロサ山はバレンシア州の最高峰と考えられてきたが、実際にはリンコン・デ・アデムスにあるカルデロン山（標高1839m）がバレンシア州の最高峰である。バレンシア州南部を代表する山はアイタナ山（標高1558m）である。
ナオ岬やカステリョン県のペニスコラ周辺を除けば、地中海沿岸には肥沃な平野が広がっている。この沿岸地帯の典型は、バレンシア近郊のアルブフェーラ、エルチェのエル・フォンド、ペーゴ近郊のマルハルのような湿地である。サンタ・ポーラやトーレビエハ地域にはかつて湿地だった土地や塩田もある。渡り鳥、定着した海鳥、水鳥がいることから、これらは全てラムサール条約登録地となっている。
アルブフェーラ近郊とグアルダマールには重要な砂丘地があり、どちらも砂丘の成長を食い止めるために19世紀に数千本の植林がなされ、現在注目される環境的価値のある保護区とされている。

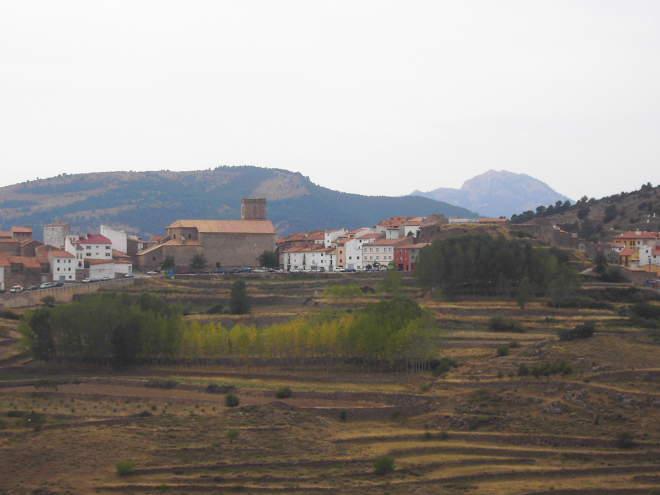
ペニャゴロサ山
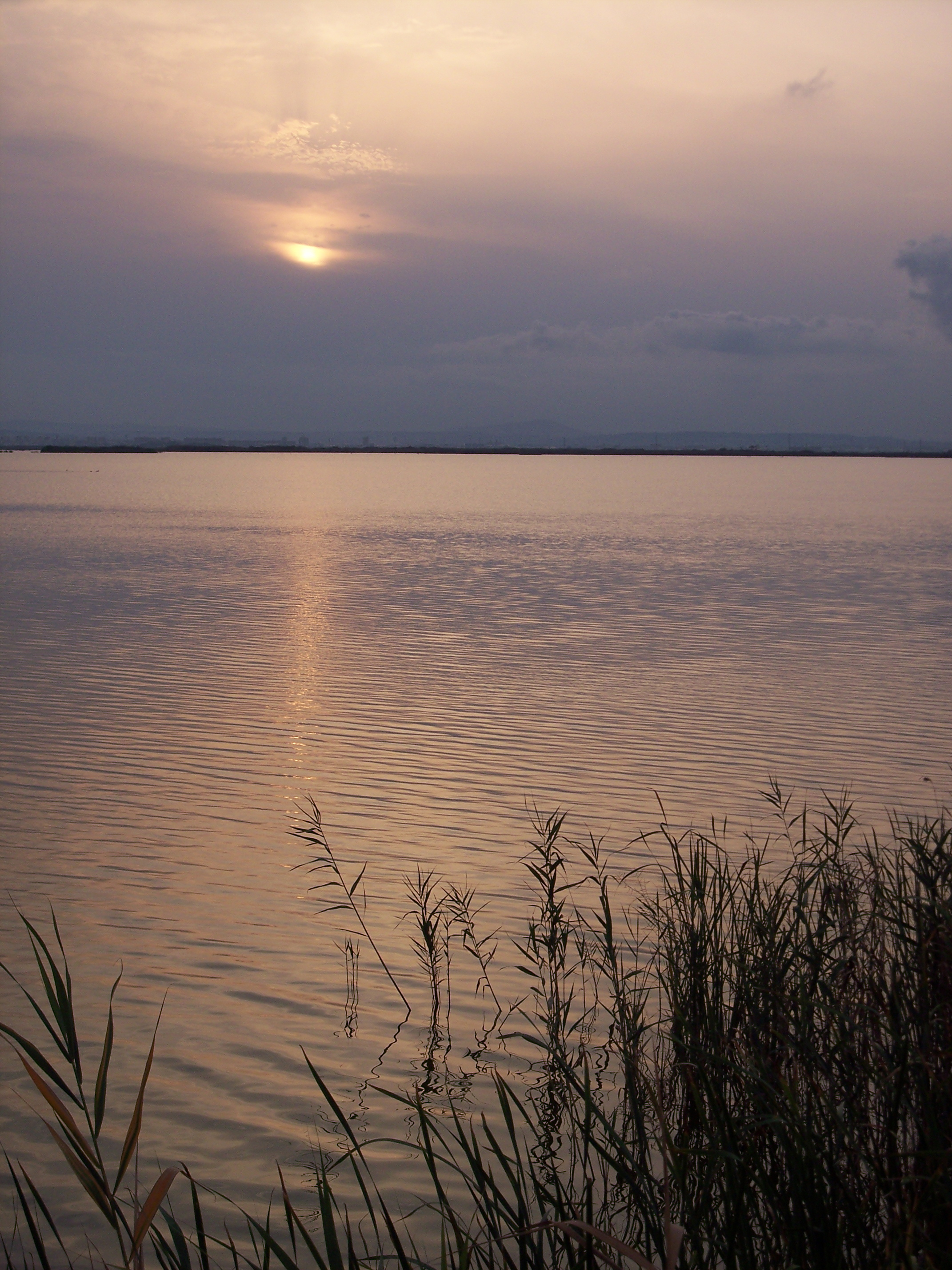
アルブフェーラ湿地

### 水文

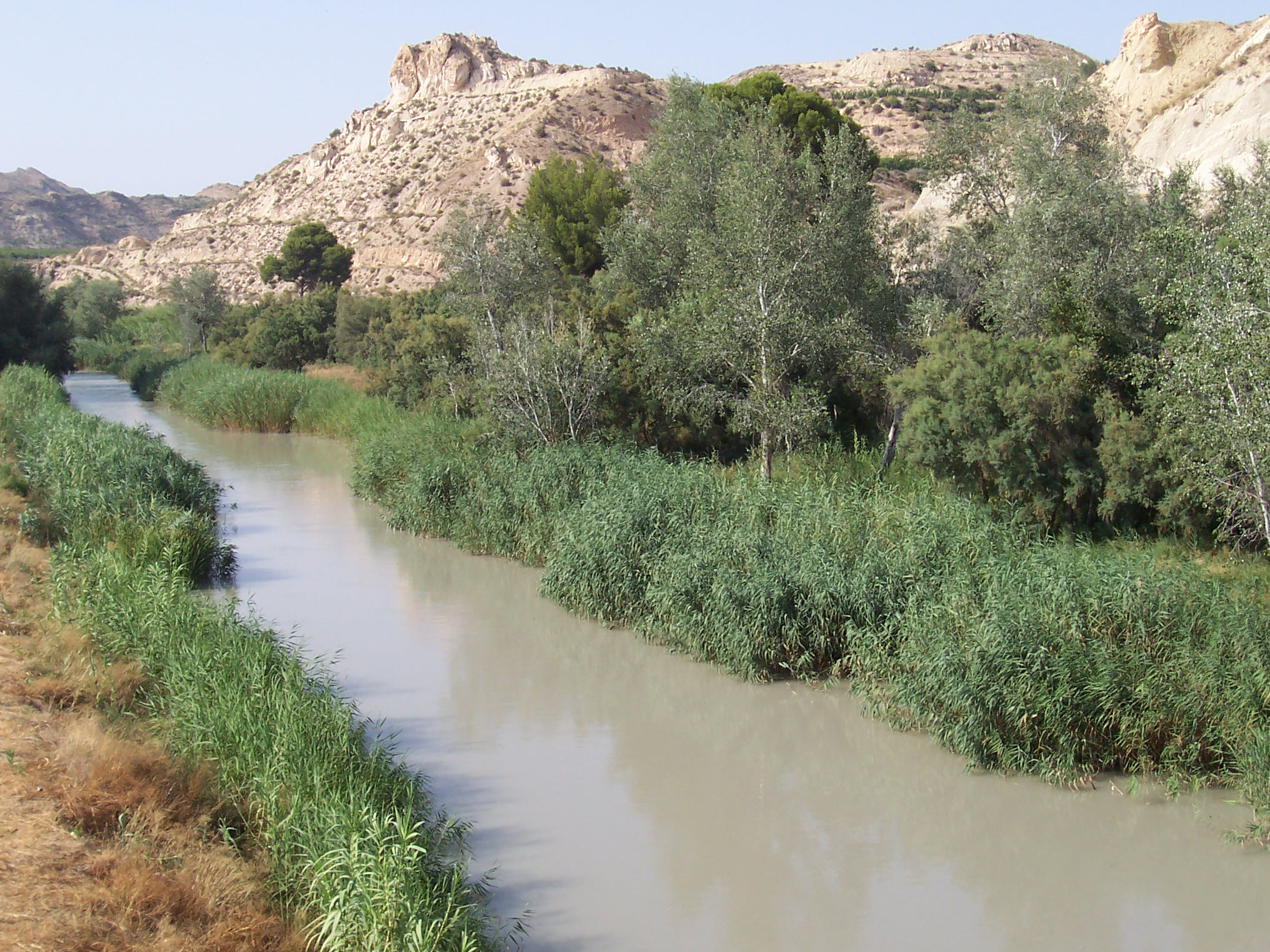
セグラ川

バレンシア州内には2つの主要河川がある。アリカンテ県を流れるセグラ川と、バレンシア県を流れるフカル川である。どちらの河川も農業用水や工業用水としての取水量が多く、下流部では水量が少ない。アラゴン州に源を発するトゥーリア川はバレンシア州第3の河川である。乾燥する地中海性気候や取水量の多さが理由で、バレンシア州にはほとんど流れがないか夏期に干上がってしまう河川もある。

### 気候
バレンシア州は概して温暖な気候で、接する地中海から非常に影響を受けている。しかし地域ごとに重要な違いがある。
- 地中海性気候 - アリカンテ県ベニドルムより北側の地中海沿岸地域、バレンシアやカステリョン・デ・ラ・プラナを含む地域では、夏季は暑く乾燥し、冬季は穏やかである。降水は春季と秋季に集中し、年間降水量は約600mmである。マリナ・アルタ郡やラ・サフォル郡などナオ岬（英語版）の北にある郡では約1000mmであり、他地域よりも降水量が多い。
- 地中海性気候から大陸性気候への遷移地帯 - バレンシア州の内陸部や地中海沿岸の高標高の地域、アルコイ、モレーリャ（英語版）、レケナ、ビリェーナなどでは、夏季は温暖で暑くなることもあり、冬季は冷涼で降雪も珍しくない。年間を通じて降水がある。
- 地中海性気候からステップ気候への遷移地帯 - アリカンテ県ビジャホヨーサ/ラ・ビラ・ホヨーサより南側の地中海沿岸地域、アリカンテやエルチェを含む地域では、長い夏季はとても暑く乾燥し、冬季は穏やかであるか温暖である。降水は春季と秋季が多いが、年間降水量は300mmと非常に少ない。

### 県と自治体

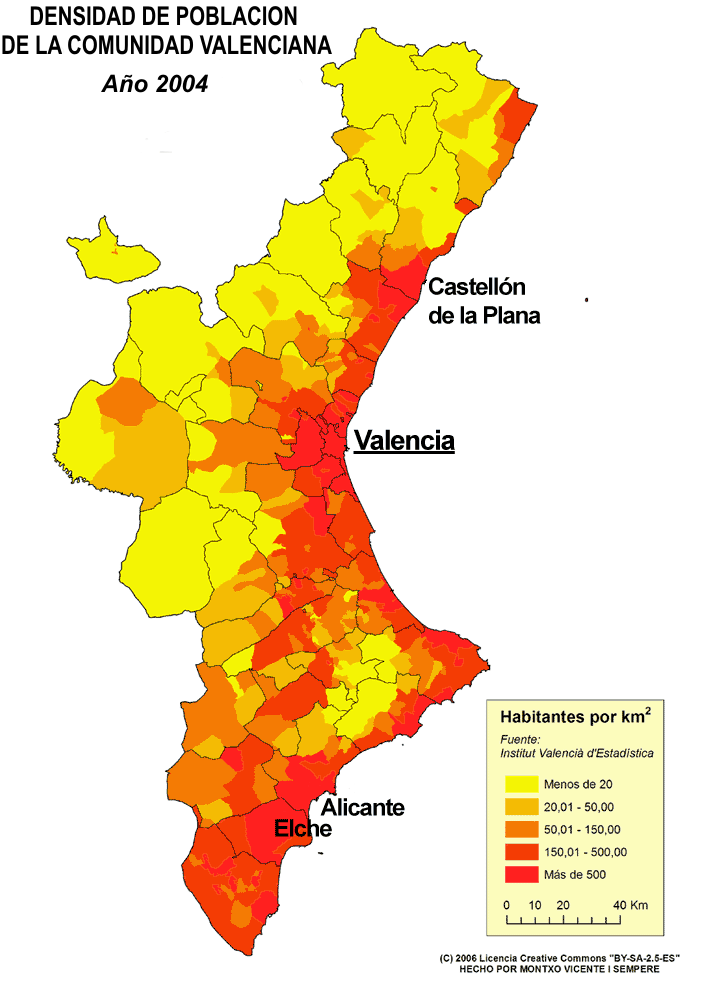
バレンシア州の人口分布図

古代ローマ時代の人口中心地はサグントやデニアだった。近年には州都バレンシアやバレンシア都市圏の自治体、さらに地中海沿岸の自治体において人口集中率が高まった。ベニドルムやトーレビエハなど、定住人口は少ないものの夏期には人口が増加する観光都市もある。肥沃な農地や重要な河川や港湾を有するバレンシア州中央部と南部は人口密度が高く、灌漑化が進んでいない北部と山地を有する内陸部は人口密度が低い。

#### 県
バレンシア州はバレンシア県・アリカンテ県・カステリョン県の3つの県で構成される。バレンシア州には32のコマルカ（郡）、542のムニシピオ（基礎自治体）がある。
| 県             | バレンシア語 表記 | スペイン語 表記 | 県都                         |
| -------------- | ----------------- | --------------- | ---------------------------- |
| バレンシア県   | València          | Valencia        | バレンシア                   |
| アリカンテ県   | Alacant           | Alicante        | アリカンテ                   |
| カステリョン県 | Castelló          | Castellón       | カステリョン・デ・ラ・プラナ |

#### 自治体
| #  | 基礎自治体                   | 県             | 人口    | #  | 基礎自治体                       | 県             | 人口   |
| -- | ---------------------------- | -------------- | ------- | -- | -------------------------------- | -------------- | ------ |
| 1  | バレンシア                   | バレンシア県   | 794,288 | 11 | サグント                         | バレンシア県   | 66,140 |
| 2  | アリカンテ                   | アリカンテ県   | 334,887 | 12 | アルコイ                         | アリカンテ県   | 58,994 |
| 3  | エルチェ                     | アリカンテ県   | 232,517 | 13 | サン・ビセンテ・デル・ラスペイグ | アリカンテ県   | 58,385 |
| 4  | カステリョン・デ・ラ・プラナ | カステリョン県 | 171,728 | 14 | エルダ                           | アリカンテ県   | 52,618 |
| 5  | トレビエハ                   | アリカンテ県   | 83,337  | 15 | ヴィラ＝レアル                   | カステリョン県 | 50,893 |
| 6  | トレント                     | バレンシア県   | 82,208  | 16 | アルシーラ                       | バレンシア県   | 44,352 |
| 7  | オリウエラ                   | アリカンテ県   | 77,414  | 17 | ミズラータ                       | バレンシア県   | 43,691 |
| 8  | ガンディア                   | バレンシア県   | 74,562  | 18 | デニア                           | アリカンテ県   | 42,166 |
| 9  | パテルナ                     | バレンシア県   | 70,195  | 19 | ブルハソット                     | バレンシア県   | 38,024 |
| 10 | ベニドルム                   | アリカンテ県   | 68,721  | 20 | オンティニェント                 | バレンシア県   | 35,347 |

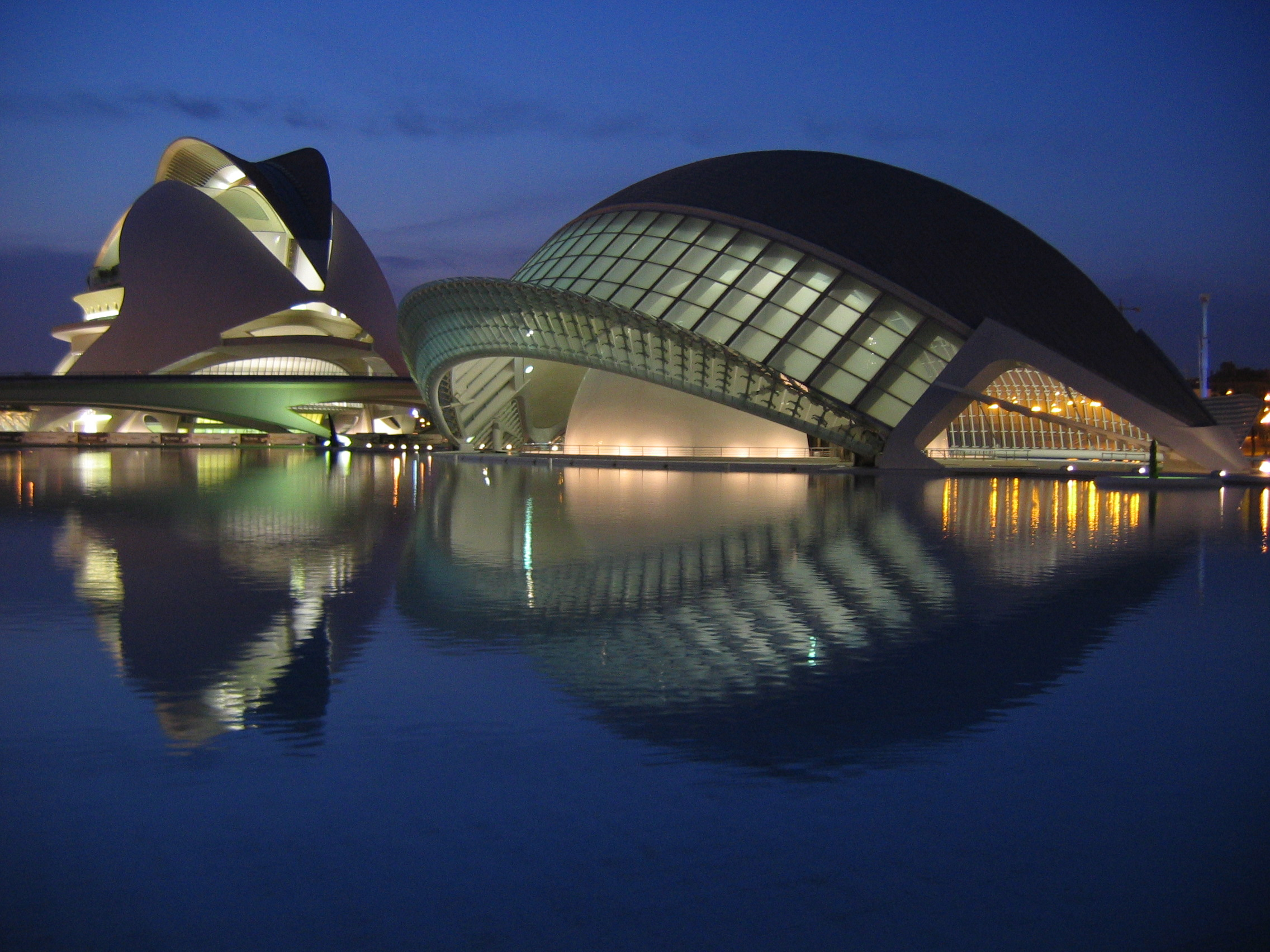
バレンシア州の州都バレンシア
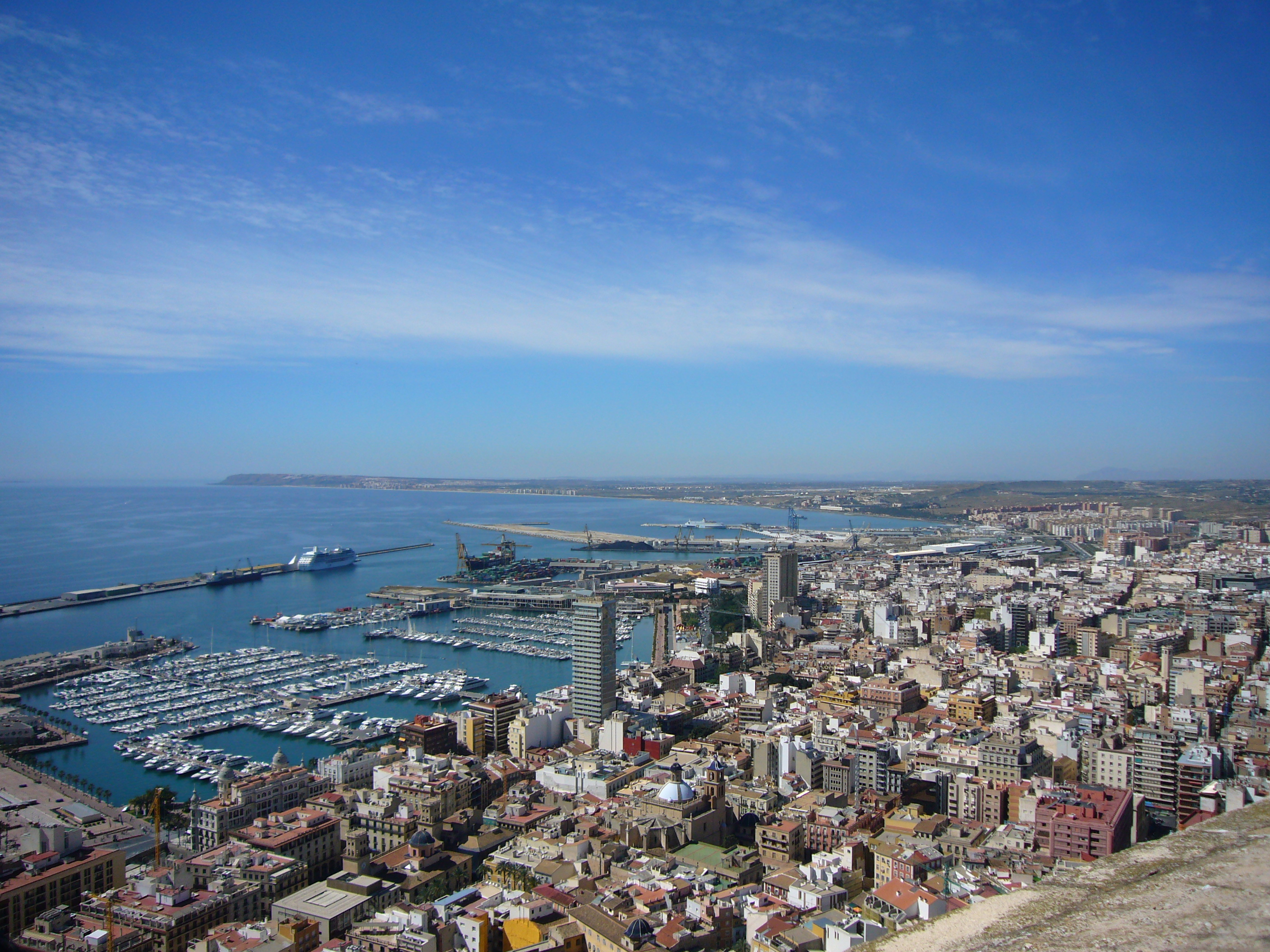
アリカンテ県の県都アリカンテ
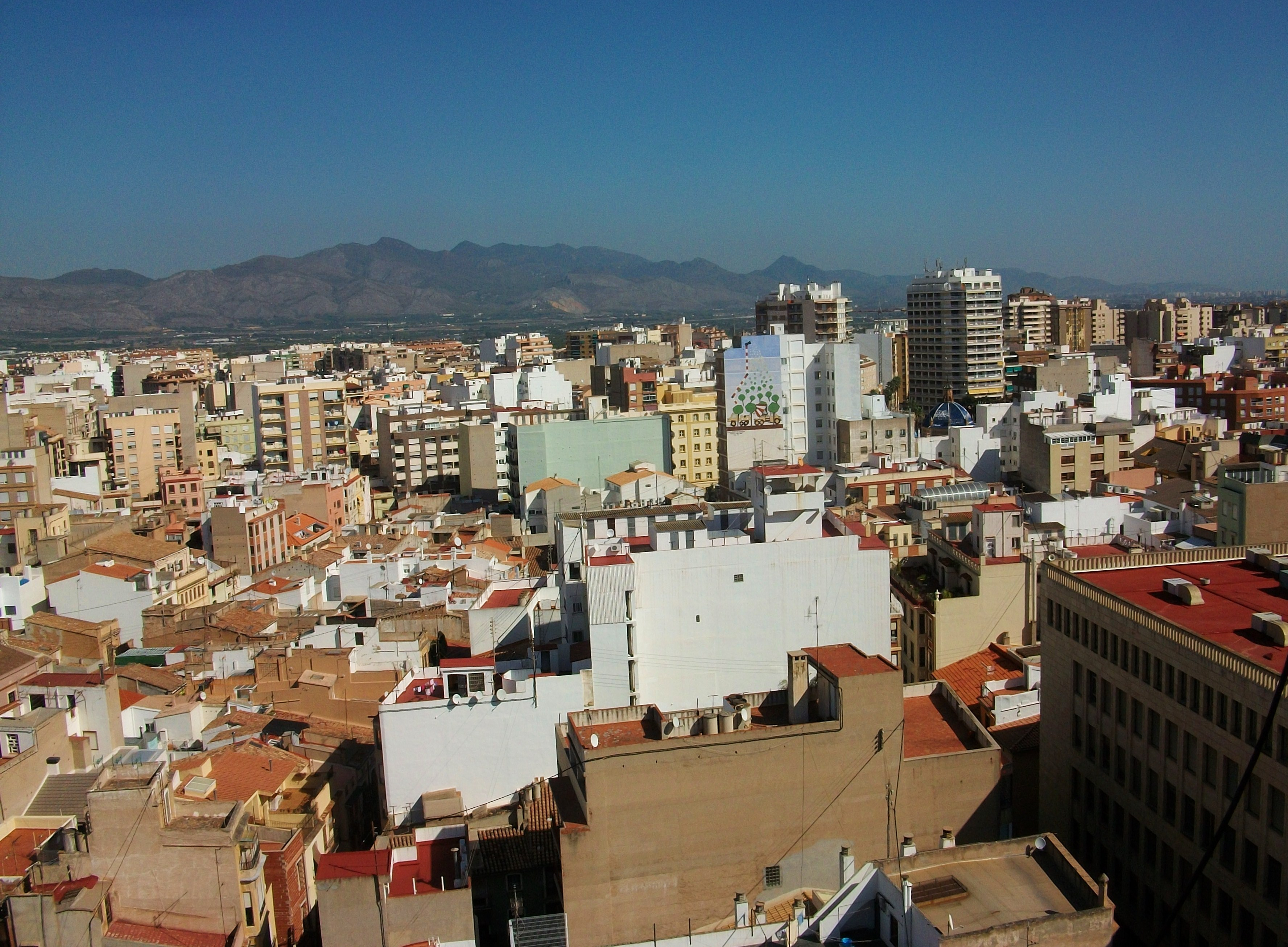
カステリョン県の県都カステリョン・デ・ラ・プラナ
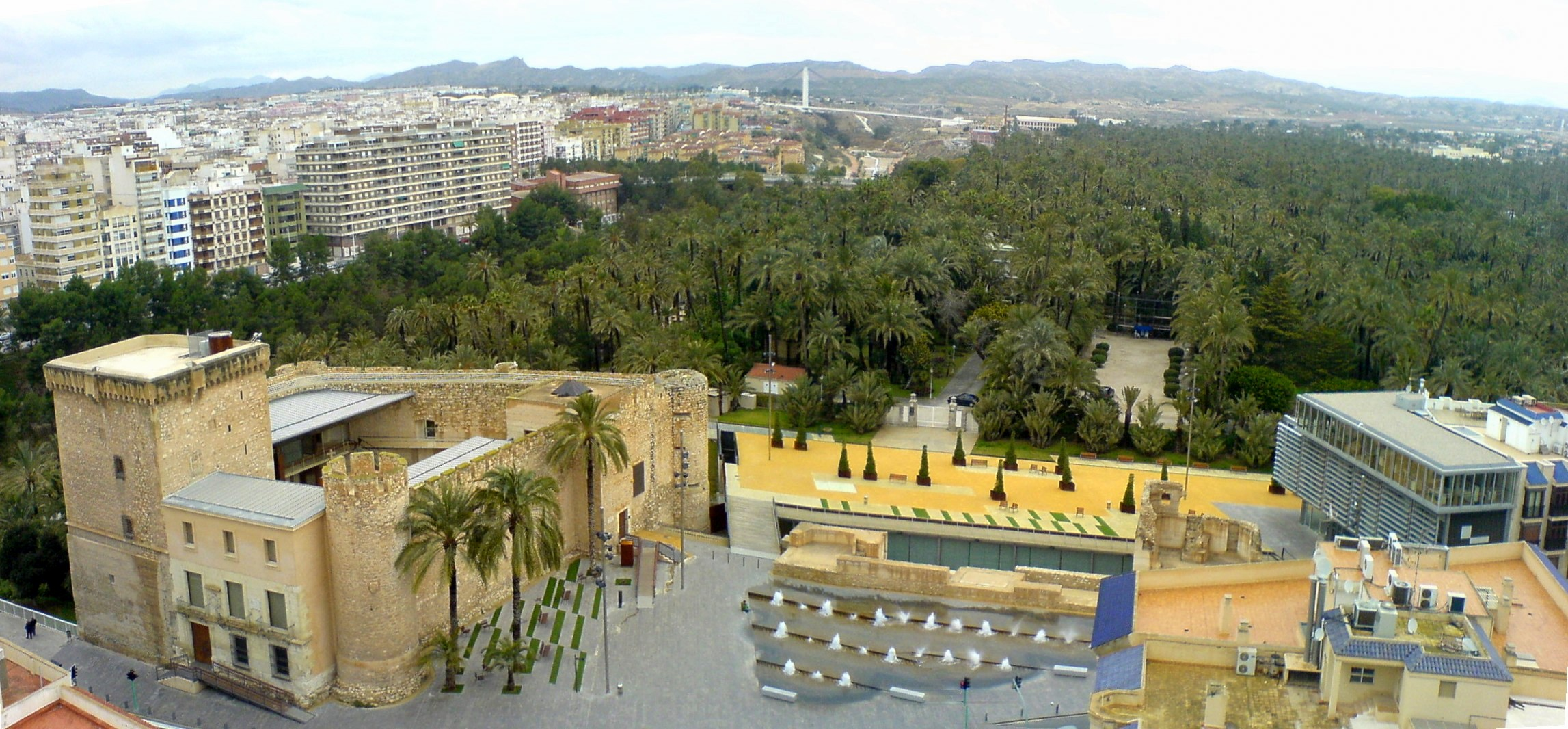
エルチェ

## 政治
1975年から1978年の間の、スペインにおける民主主義再興の過程で、ナショナリズム政党とリージョナリズム政党が、スペインの特定の地方へ自治を与えるよう圧力をかけた。1978年憲法が、共通の歴史的・文化的つながりを持つ県から構成される自治協議会のための法的な道を開いた。スペインの歴史的な地方としてのバレンシア地方の認識の上で、そしてスペイン憲法第2章と一致しているのは、スペイン国家に含まれる「国と地方」に自治を与えるという部分である。1982年7月10日にはバレンシア自治州憲章が制定され、バレンシア県・アリカンテ県・カステリョン県の3県からなるバレンシア州が発足した。
自治体は全て、議院内閣制、すなわち行政府の中で政治的に組織されている。州首相は立法府（コルツ）の直接の支持に依存しており、立法府のメンバーは多数決によって州首相を選ぶ。
2006年には新しい自治法が発布された。バレンシア自治州政府（Comunitat Valenciana）は、ジェネラリタ・バレンシアーナによって代表されている 。ジェネラリタは3つの機関で構成されている。
- バレンシア州議会 - 定員92人の立法府。議員は4年ごとに比例代表制普通選挙で選ばれる。
- バレンシア州首相 - バレンシア州政府の首班。2023年にはカルロス・マゾン（英語版）が第9代州首相に就任した。
- バレンシア州政府内閣（スペイン語版） - 執行権を持つ機関で、自治州首相と、州首相に任命された閣僚から構成される。

ジェネラリタはバレンシア議会が創設した機関を統合することもできる。議会は、オンブズマン、公会計検査事務局、バレンシア文化会議、バレンシア言語アカデミー、司法顧問会議及び社会経済委員会の創設を承認した。

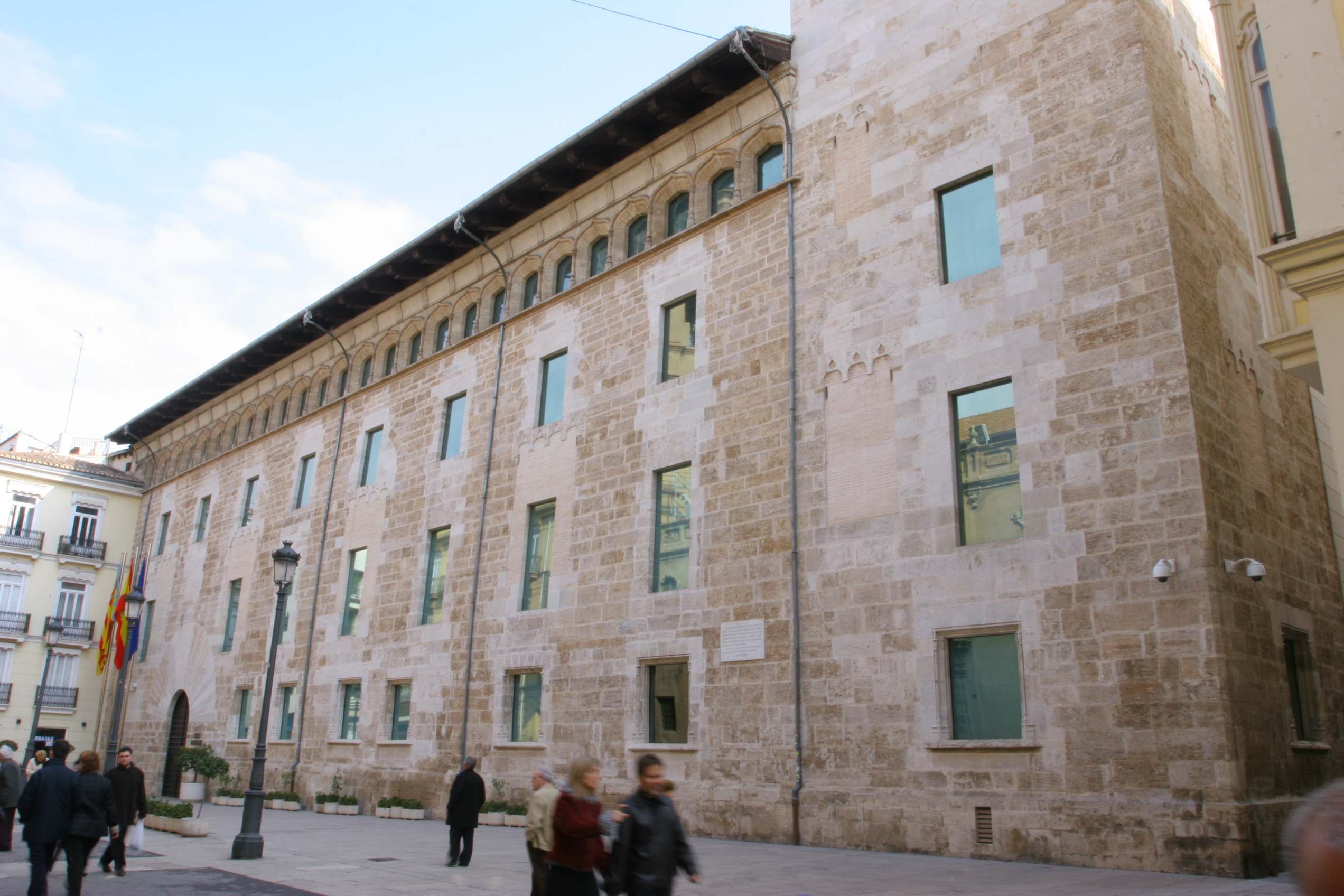
バレンシア州議会があるボルハ宮殿
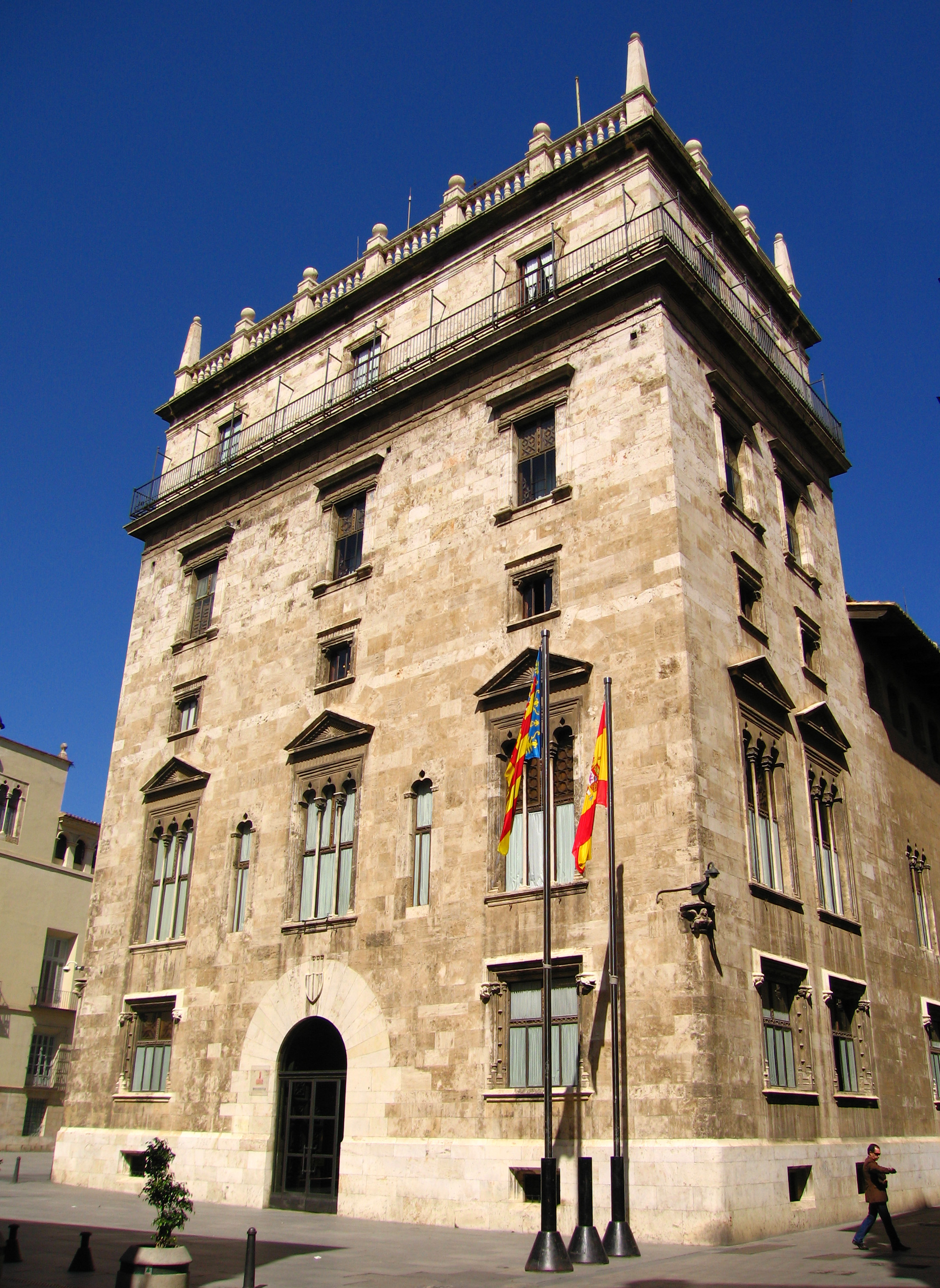
バレンシア州政府庁舎

## 経済

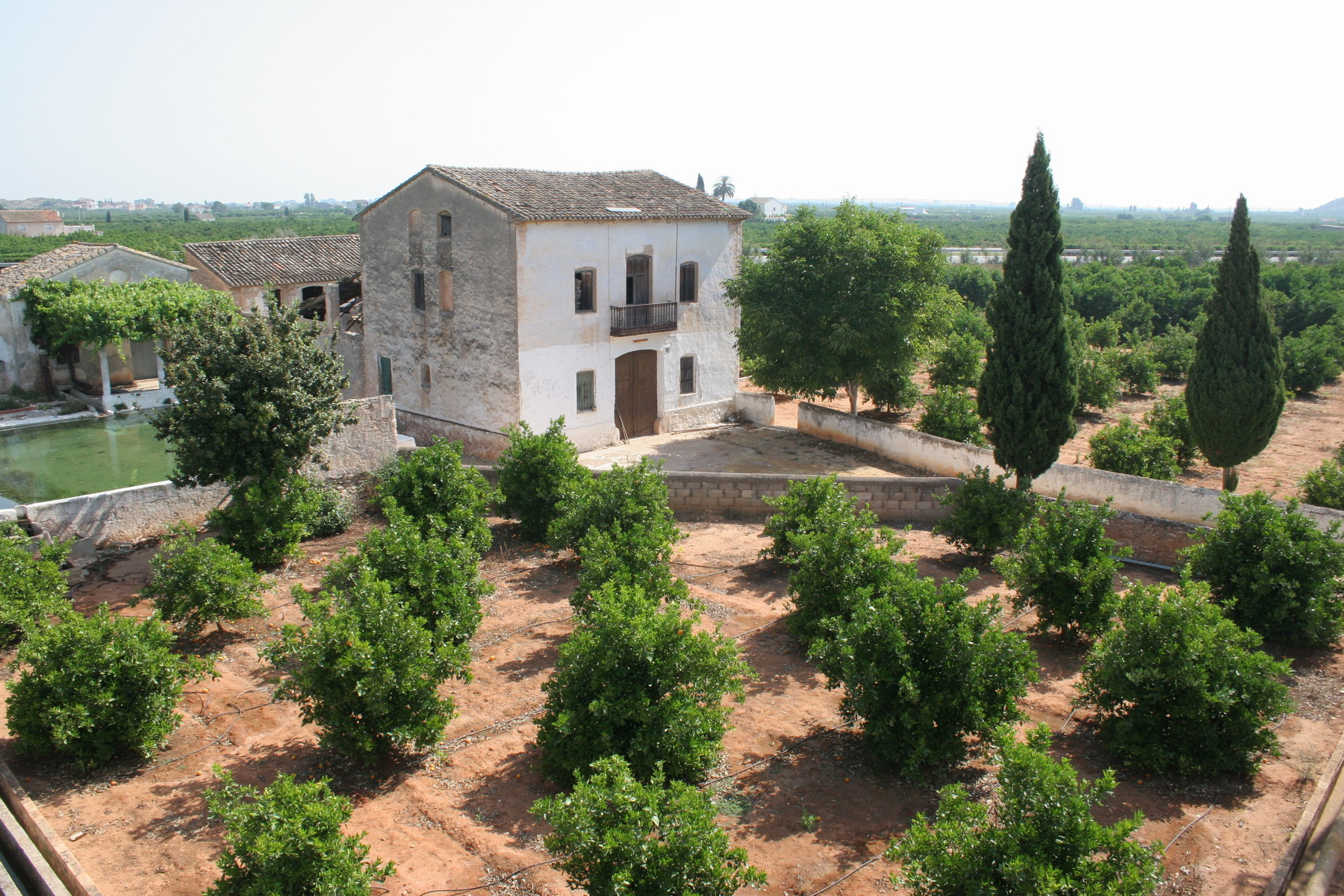
バレンシア県の典型的な農地

バレンシア自治州は、その南北に長く伸びた面積を陸づたいの人的交流および使用を歴史的に妨げてきた、峻険で不規則な山岳地帯に順応させられてきた。また、海岸軸線はヨーロッパとの関係を、地中海経由やカタルーニャを経由する船舶によってよりよく促進されてきた。地中海性気候と雨季の降雨が足りないために、バレンシア州内の天然資源は鉱物関連が不足している。水資源においては、供給を上回る水の需要があり、この不均衡は、使用制限や地下水層開発でさしあたって解決されている州南部のコマルカで特に重大である。
2002年、バレンシア州は、スペインのGDPの10.5%及びその輸出品の12%を生み出した。人材分野では、失業率が10.5%で特に女性が多く、2002年の労働力は56.8%に達した。バレンシア州の特徴的な経営形態は中小企業で、一部に多国籍企業があるが主として家族経営である。1973年から1985年には経済危機に見舞われたにもかかわらず、当時国内第2の輸出品生産割合を誇る州で、国内の12%を占めていた。
2012年、スペインの経済危機は同州の経済を直撃。自治州政府も資金調達が困難になり、7月には中央政府に支援要請を行う事態となった。
バレンシア州は地中海性気候であり、柑橘類と野菜の生産に適している。バレンシア州における最も典型的な農産物はオレンジである。

## 社会

### 交通

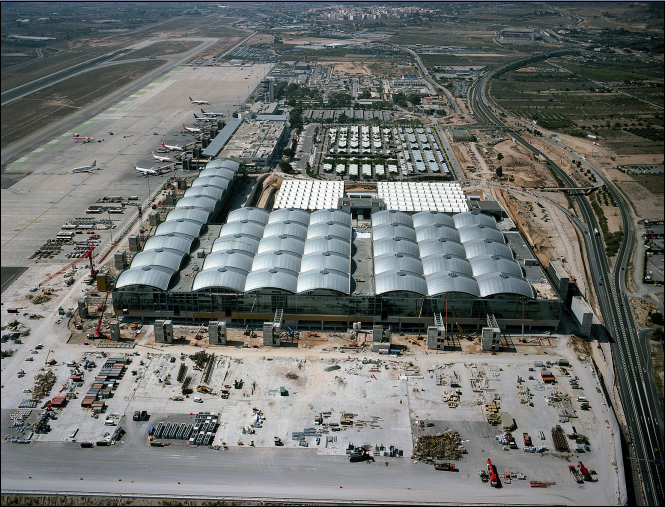
アリカンテ＝エルチェ空港

#### 空港
観光客中心のアリカンテ＝エルチェ空港、ビジネス客中心のバレンシア空港と、バレンシア州は2つの国際空港を有する。2011年にはカステリョン県にカステリョン＝コスタ・アサアール空港が開港した。

#### 鉄道
国営鉄道のレンフェによってバレンシア州と他地域を結ぶ長距離鉄道路線が運行されている。アリカンテからバレンシアやカステリョン・デ・ラ・プラナを経由してカタルーニャ州の州都バルセロナに至る路線はユーロメッドと呼ばれ、アリカンテやカステリョン・デ・ラ・プラナからバレンシアを経由してスペインの主とマドリードに至る路線はアラリスと呼ばれる。
既存の長距離路線とは別に専用線を建設し、2010年にはバレンシアとマドリードを結ぶ高速鉄道AVEの東回廊（レバンテ線）が開業した。2013年にはアリカンテとマドリードがAVEで結ばれ、2018年にはカステリョン・デ・ラ・プラナとマドリードがAVEで結ばれた。
バレンシア都市圏ではレンフェによって通勤鉄道のセルカニアス バレンシアが運行されている。レンフェのほかにはバレンシア公営鉄道によって、アリカンテ＝ベニドルム＝デニアを結ぶ鉄道路線が運営されている。バレンシアでは地下鉄のメトロバレンシアが、アリカンテでは路面電車のアリカンテ・トラムも運行されている。

#### 道路
- 地中海高速道路（スペイン語版）、AP-7号線。有料高速道路。カタルーニャ州ジローナ県ラ・ジュンケーラ（英語版）からバレンシア州を通ってアンダルシア州マラガ県マラガに至る。
- デル・エステ高速道路（スペイン語版）、A-3号線。無料高速道路。スペインの首都マドリードとバレンシアを結ぶ。
- アリカンテ高速道路（スペイン語版）、A-31号線。無料高速道路。カスティーリャ＝ラ・マンチャ州クエンカ県アタラジャ・デル・カニャバテ（英語版）とアリカンテを結ぶ。
- ムデハル高速道路（スペイン語版） - A-23号線。無料高速道路。アラゴン州ウエスカ県ハカとサグントを結ぶ。

### 言語

バレンシア州の言語普及図。緑色がバレンシア語地域、白がスペイン語地域

バレンシア州の公用語はバレンシア語とスペイン語の2言語である。スペイン語は国家公用語であり、スペインの全17州で公用語となっている。一方でバレンシア語は州の「本来の言語」（llengua pròpia）とされる。バレンシア語は伝統的に、スペイン語を伝統言語とみなす傾向のある内陸部よりも地中海沿岸部で話されてきた。1833年にアリカンテ県とバレンシア県が創設された際に併合されたその他地域（歴史的なバレンシア王国の一部となっていなかった）でも同様に、スペイン語が優勢である。1984年のバレンシア語の使用と教育における法律は、特定の自治体をスペイン語話者優勢地域と定め、バレンシア語の公式使用に関してわずかな例外を与えた。たとえ右の表のように言語を使い、バレンシア語で教育を受けたとしても、州のどこでも州自治法第6.2章で保証されている。
| 理解できる                                                             | 76% |
| 話せる                                                                 | 53% |
| 読める                                                                 | 47% |
| 書ける                                                                 | 25% |
| Enquesta sobre la situació del valencià バレンシア語アカデミー、2004年 |     |

かつてバレンシア王国の一部であった地域でさえ、バレンシア語の使用と精通は、スペイン及び世界各地からの移民、18世紀の新国家基本法以降の長期に渡る地方言語の抑圧の影響、そして1936年から1975年まで続いたフランコ独裁によって衰退した。州政府（ジャナラリタ・バレンシアーナ）によって『主としてバレンシア語を話す』と定義された地域のバレンシア語精通割合は、理解できるが83%、話せるが58%だった。これはバレンシア全体として高いとはいえない。
バレンシア語は1998年に創設されたバレンシア語アカデミー(AVL)によって管理されている。アカデミーを設置した法律は、バレンシア語がかつてのアラゴン連合王国の構成地域、カタルーニャとバレアレス諸島の言語系統の一部であると断言しており、これら地域でもそれぞれ独自の言語だと認識されている。しかし、2005年以降の公式声明においてAVLは、バレンシアで話される言語は、カタルーニャとバレアレス諸島で話される言語と同じである、古い法律で使われた専門用語「言語系統」に言及し「一つの言語」（カタルーニャ語）を構成する異なった種類である、と述べた。カタルーニャ語研究所（en:Institut d'Estudis Catalans、略称IEC）も、カタルーニャ語とバレンシア語は同じ言語だとみなしている。たとえこの2つの言語の音声の違いが顕著でも、標準的に書かれたバレンシア語は、標準に書かれた中央カタルーニャ語とはわずかしか違わない。バレンシア自治州憲章はバレンシア語手話に特別な保護を与えている。
純粋に言語学的な基準を除いて、バレンシアにおいて伝統的かつ通用する言語はバレンシア語である。一般大衆と全ての大政党によるこのバレンシア語という用語の広範囲に渡る使用は、カタルーニャ語の言語学上の起源を必ずしも否定するわけでもなく、支持するわけでもない。カタルーニャ語とバレンシア語はどちらも、同じ言語と見なされるかどうかに関してある混乱を生んだもののわずかに異なる基準を持つ。こうして、スペイン政府文書にはカタルーニャ語とバレンシア語のための異なる版がある。欧州憲法承認のための2005年スペイン国民投票で、スペイン政府は、標準カタルーニャ語で、最初は憲法議定書の同一翻訳版を配布した（カタルーニャ用とバレンシア用に同じものを配布した）。これが標準バレンシア語での翻訳を要求するバレンシア州政府のうるさい反応を引き起こした。一旦この訴えが承認されると、次はカタルーニャ州政府が、カタルーニャ語とバレンシア語の言語学上の同一性を支持する手段として、標準バレンシア語と仮定し、カタルーニャで使われるリーフレットの中に標準カタルーニャ語を使わなかった。
この点では、主要なバレンシア保守政党（与党国民党）は、カタルーニャ語とバレンシア語の親子関係についての質問にほとんど取り組まず、一方で事実上カタルーニャ語と最も一致する標準バレンシア語を支持していた。さらに、右翼に共感する一派や、カタルーニャ語とバレンシア語を単一の言語として考えることに反対するブラベリスメ運動（反カタルーニャ主義）から吸収された一派が、国民党内に含まれている。

## 文化

### 象徴

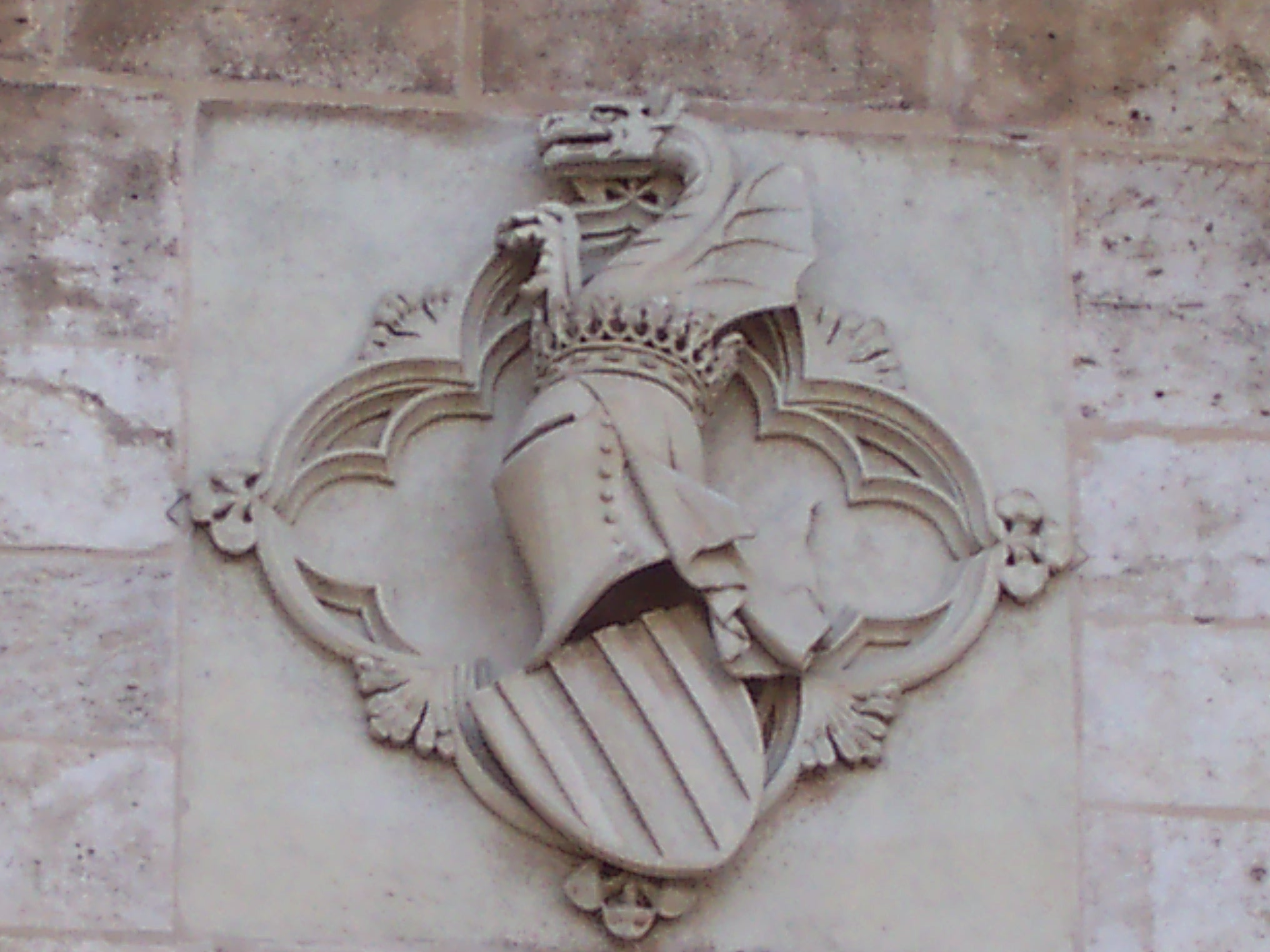
バレンシア州の紋章

バレンシア州の旗・州歌・紋章は、1982年7月1日に初めて発令されたバレンシア自治州憲章に明記されているように、バレンシア自治州と州政府内閣の公式シンボルである。
バレンシア州旗は、バレンシア王国旗（Real SenyeraまたはSenyera Coronada）としてよく知られており、歴史的なバレンシア市の旗でもある。それは、アラゴン王国の黄色地に赤の4本線で構成されている。旗竿の次にある青い縁飾りは、開いた本物の王冠の部分的表現、王位を示す頭飾り、花形装飾及び宝石で飾られている。
バレンシア州歌は1909年の州博覧会歌であり、16世紀につくられたバレンシア市歌を含んで作曲された。
ジャナラリタ・バレンシアーナの紋章は、ペドロ4世儀典王の紋章（羽ばたく金色のドラゴンのクレスト、王冠を被った銀色の兜、十字の描かれたマント）から構成されており、金色の地に4本のギュールズの縦帯が描かれている傾いたシールドは、歴史的なバレンシア王国を表している。ジャナラリタの旗も、深紅の地に上記の紋章が描かれている。
金色のドラゴン（drac alat） 、正面を向いて翼を広げたコウモリ（rat-penat）は、バレンシア社会全てで受け入れられる公式の紋章ではなく、アラゴン王国に由来するものである。これらの紋章とムイシェランガの音楽は、1960年代に盛んになったバレンシア民族主義（Nacionalismo valenciano）によって一般に浸透した。

### バレンシア人の帰属意識とナショナリズム
- バレンシア人（英語版）
- バレンシアニズム（英語版）
- バレンシア・ナショナリズム（英語版）
- バレンシア地域主義（英語版）

### スポーツ

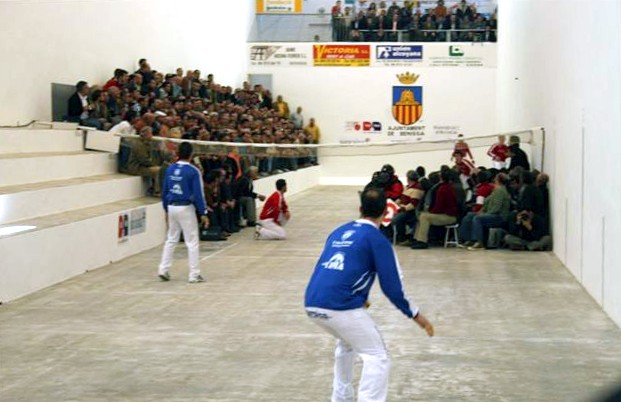
ピロタ

バレンシア州ではサッカーが盛んであり、バレンシアCF、ビジャレアルCF、レバンテUD、CDカステリョン、エルチェCF、エルクレスCFなどのクラブがある。バスケットボールではバレンシアBCが知られる。
オートバイのロードレースが盛んであり、バレンシアGPが行われるバレンシア・サーキットがある。伝統的な球技であるピロタやペタンクも行われている。

### 食文化
バレンシア料理はコメを基調としており、品種としては短粒種のボンバ米などが使用される。炊き込みご飯の一種であるパエリアがよく知られており、アロス・ア・バンダ（魚介ベースのパエリア）やアロス・ネグロ（イカ墨のパエリア）などの種類がある。チーズを使わないピザであるコカも知られている。飲料としてはキハマスゲの地下茎を用いたオルチャータなどが知られている。
バレンシア菓子の大多数がイスラム支配下に生まれたものであり、地元の祝祭に欠かせない。ヒホナで伝統的に製造される柔らかいヌガー、トゥロンはスペイン国内やヒスパニック諸国のクリスマスに消費される。シャティバのアルナディは、カボチャで入念に作られたデザートである。オリウエラ、アルコイでは、ペラディージャスという砂糖がけアーモンドが製造されている。

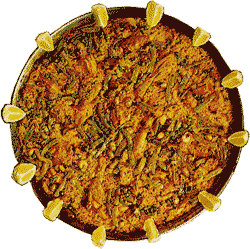
パエリア
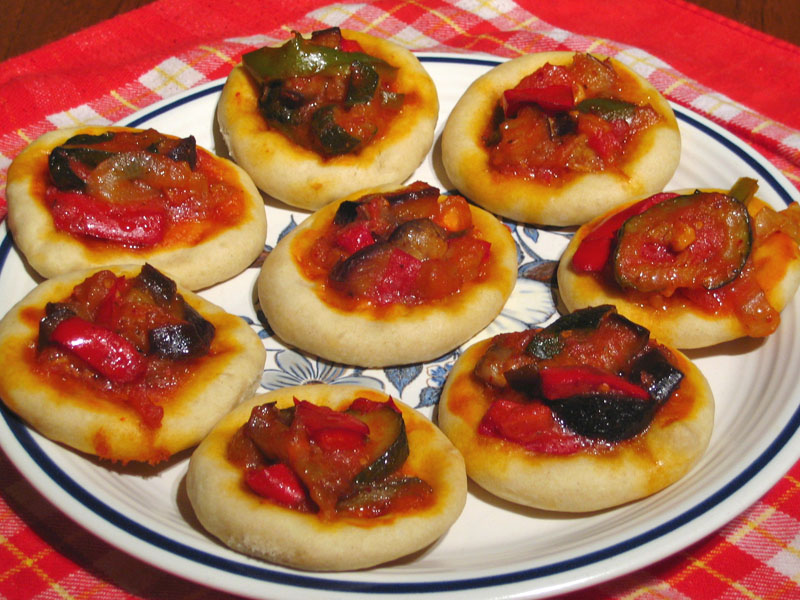
コカ
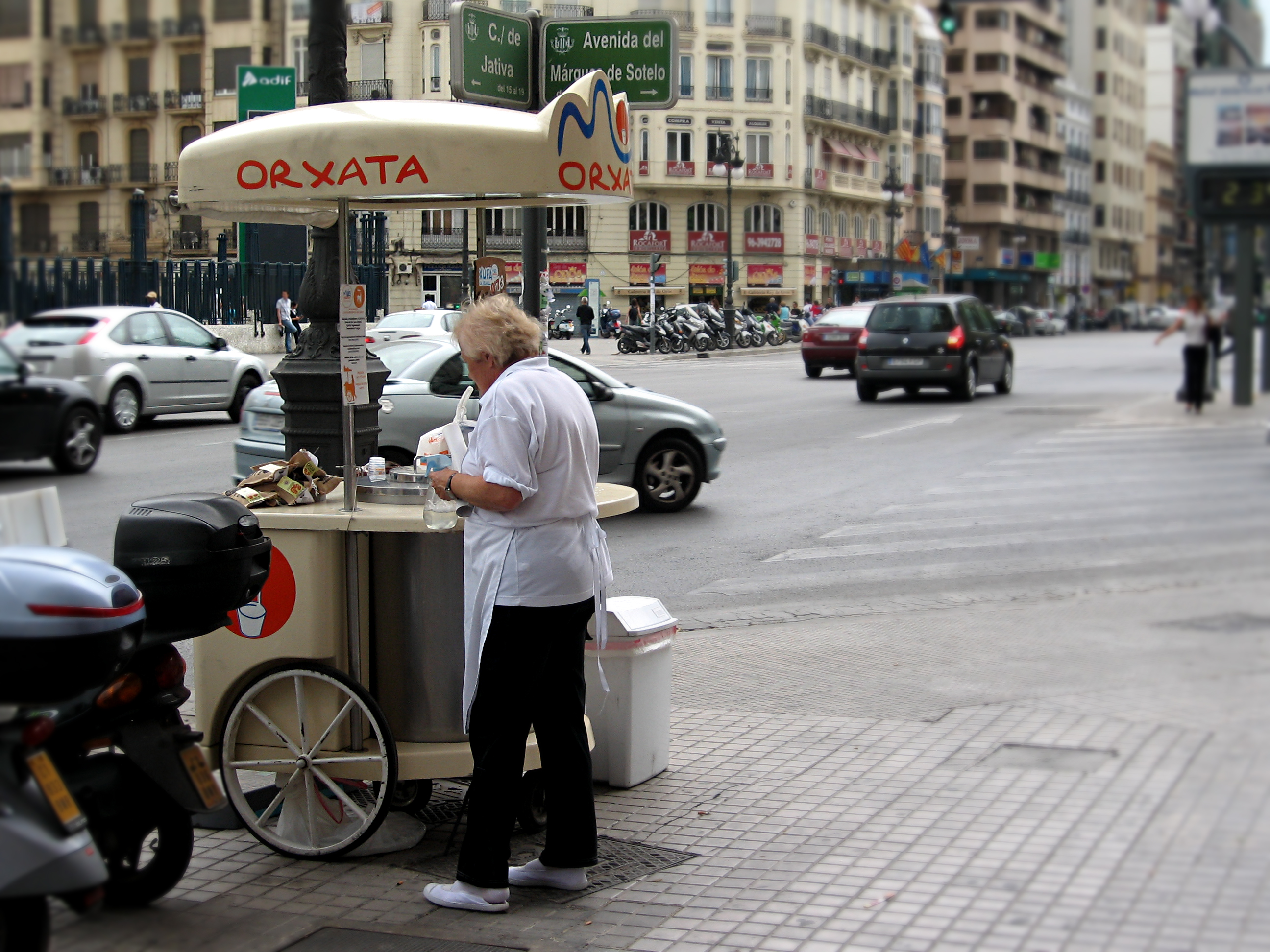
バレンシアのオルチャータ店